# Kateřina Winterová
Kateřina Winterová (* 12. února 1976 Benešov) je česká herečka, stálá členka činohry Národního divadla v Praze a zpěvačka skupiny Ecstasy of Saint Theresa.
Narodila se v Benešově a mládí prožila v Mělníku. Jejím partnerem je vydavatel a režisér Tomáš Zilvar (nar. 1977), mají spolu dvě děti.

## Herecká kariéra
V letech 1990–1996 absolvovala hudebně-dramatické oddělení pražské konzervatoře, již během studií hrála v Divadle pod Palmovkou. V letech 1996–1998 hostovala v Klicperově divadle v Hradci Králové a v činohře Národního divadla nastudovala pohostinsky role ve dvou inscenacích Romance pro křídlovku a Bloudění. Od roku 1998 působí ve stálém angažmá v Národním divadle.
V roce 2011 byla nominována za roli Nory na ceny Thálie a Alfreda Radoka.
Vedle angažmá v Národním divadle jako host vystupuje na jiných scénách. V Divadle Ta Fantastica v roce 2006 nastudovala roli Katky v Thomasových Osmi ženách. V Divadle Pallace hraje roli Terezy ve hře Opona nahoru! od Petera Quiltera

## Pěvecká kariéra
Od roku 1998 působí jako zpěvačka skupiny Ecstasy of Saint Theresa. Skupina dlouhodobě patří mezi kultovní formace[zdroj⁠?!] stojící na pomezí elektronické, indie a ambientní hudby. Společně s Janem P. Muchowem vydali tři studiová alba a jeden záznam živého vystoupení.
V roce 2002 obdržela cenu Anděl v kategorii Zpěvačka roku.

### Diskografie
Diskografie skupiny The Ecstasy Of Saint Theresa.
- In Dust 3
- Slowthinking
- Watching Black
- 101010

Dále zpívá s rapperem Vladimirem 518 v písních Du Dolů a Václavák. V roce 2011 nahrála duet Ravens se seskupením Republic of Two.

## Výběr filmografie

### Film
- 1993 – Nahota na prodej
- 1996 – Šeptej
- 1998 – Tunel
- 2000 – Paní Mlha (televizní film)
- 2000 – K moři
- 2000 – Bohemians
- 2001 – Cabriolet
- 2002 – Můj otec a ostatní muži (televizní film)
- 2004 – Zlatá brána (televizní film)
- 2006 – Krásný čas (televizní film)
- 2009 – Pojišťovna štěstí (TV seriál)
- 2010 – Osudové peníze (TV film)
- 2012 – Signál
- 2012 – Terapie II. (TV seriál)
- 2016 – Případ pro malíře
- 2018 – Toman
- 2022 – Šéfka (TV seriál)

### Televize
- 2013–2023 Herbář – magazín o bylinkách a zdravém životním stylu (spolu s Lindou Rybovou),[2] recepty z pořadů vyšly knižně v pěti svazcích pod titulem Vaříme podle herbáře 1–5.

## Divadelní role
Do stálého angažmá činohry Národní divadla nastoupila v roce 1998. První zkušeností byly inscenace Romance pro křídlovku a Bloudění, kde hrála jako host.
Národní divadlo
- Éra Kubánkova, 1999, role: Boženka
- Hamlet, 1999, role: Ofélie
- Pták Ohnivák, 2000, role: Princezna Albi
- Idiot, 2001, role: Aglája
- Lucerna, 2001, role: Hanička
- Romeo a Julie, 2003, role: Julie
- Škola pomluv, 2003 role: Maria
- Prvotřídní ženy, 2004, role: Angie a Markéta
- Dobrý člověk ze Sečuanu, 2004, role: Šente a Šuej Ta
- Naši furianti, 2004, role: Verunka
- Úklady a láska, 2004, role: Luisa
- Sladké ptáče mládí, 2006, role: Heavenly Finleová
- Babička, 2006 role: Hortensie
- Mikve, 2008, role: Miki
- Co se stalo, když Nora opustila manžela, 2010, role: Nora
- Král Lear, 2011–2013, role: Cordelie, Blázen
- Figarova svatba, 2012, role: Hraběnka
- Troilus a Kressida, 2012, role: Kressida
- Ze života hmyzu, 2013, role: Mravenec, Clythie
- Modrý pták, 2015, role: Světlo, Noc, Dcerka
- Misantrop, 2018, role: Celimena
- Bílá Voda, 2024, role: Saulová, bachařka, posléze Paulita, řádová sestra